# Crystal Creek (del av en befolkad plats)
Crystal Creek är en del av en befolkad plats i Australien. Den ligger i kommunen Tweed och delstaten New South Wales, i den sydöstra delen av landet, omkring 650 kilometer norr om delstatshuvudstaden Sydney.
Närmaste större samhälle är Murwillumbah, nära Crystal Creek. 
I omgivningarna runt Crystal Creek växer i huvudsak städsegrön lövskog. Runt Crystal Creek är det ganska glesbefolkat, med 24 invånare per kvadratkilometer. Genomsnittlig årsnederbörd är 1 801 millimeter. Den regnigaste månaden är januari, med i genomsnitt 320 mm nederbörd, och den torraste är oktober, med 41 mm nederbörd.